# Джей Бергер
Джей Бергер (на английски: Jay Berger) е американски тенисист.  

## Биография
Джей Бергер е роден на 26 ноември 1966 г. във Форт Дикс, Бърлингтън, Ню Джърси, и е евреин. Със съпругата си Надя има четири деца, Александра, Даниел, Джонатан и Ноа.

## Кариера
Джей Бергер печели три титли на сингъл и една на двойки от ATP тур и достига до номер 7 в света на сингъл, през април 1990 г. Играе за Купа Дейвис през 1988 г. и 1990 г. Оттегля се от професионалния тур през 1991 г. поради хронични проблеми с коляното.
През 2014 г. Джей Бергер е въведен в Националната еврейска спортна зала на славата.

## Кариерна статистика

### Финали на сингъл (3 титли; 7 финала)
|        | П–З | Година | Турнир                   | Клас           | Настилка | Опонент              | Резултат           |
| ------ | --- | ------ | ------------------------ | -------------- | -------- | -------------------- | ------------------ |
| Победа | 1–0 | 1986   | Аржентина Оупън          | Гран При       | Клей     | Франко Давин         | 6–3, 6–3           |
| Загуба | 1–1 | 1987   | Аржентина Оупън          | Гран При       | Клей     | Гилермо Перес Ролдан | 2–3 отказва се     |
| Победа | 2–1 | 1987   | Сао Пауло Гран При       | Гран При       | Твърда   | Орасио де ла Пеня    | 6–4, 6–4           |
| Победа | 3–1 | 1988   | Чарлстън Гран При        | Гран При       | Клей     | Лоусън Дънкан        | 6–4, 6–3           |
| Загуба | 3–2 | 1989   | Индианаполис Чемпиъншипс | Гран При       | Твърда   | Джон Макенроу        | 4–6, 6–4, 4–6      |
| Загуба | 3–3 | 1989   | ATP Итапарика            | Гран При       | Твърда   | Мартин Хайте         | 4–6, 4–6           |
| Загуба | 3–4 | 1990   | Канада Оупън (Торонто)   | Сингъл седмица | Твърда   | Майкъл Ченг          | 6–4, 3–6, 6–7(3–7) |